# Franjo II. Klobušicki
Franjo II. Klobušicki (29. listopada 1707. – 5. travnja 1760.) zagrebački biskup

## Život
Slobodni barun Franjo Ksaver Ivan Nepomuk Klobusiczky de Zettheny, rodio se 29. listopada 1707. u Prešovu (mađ. Eperješu) u istočnoj Slovačkoj, u uglednoj obitelji baruna Franje i Klare. Niže škole pohađa u rodnom gradu, gimnaziju u Košicama, a zatim retoriku i filozofiju u Beču kao konvikta Pazmaneum, gdje 1725. godine polaže bakalaureat kod profesora Augustina Hingerlea, isusovca iz Ljubljane.
Posljednju godinu filozofije uči u Košicama i postiže magisterij. Od jeseni 1726. do svibnja 1730. pitomac je Njemačko-ugarskog zavoda u Rimu, studira teologiju i postiže doktorat na isusovačkom Rimskom kolegiju, a za svećenika se zaređuje 24. rujna 1729.
Carica Marija Terezija ga je 13. svibnja 1748. godine imenovala zagrebačkim biskupom, a sredinom lipnja je u odsutnosti ustoličen u Požunu. Biskup je osnovao konzistorij (vijeće) kanonika, koji je njemu i njegovim nasljednicima bio glavna pomoć u upravi biskupije. Predsjedao ga je vikar Vuk Kukuljević, a činilo ga je još 6 vijećnika. Time, drugim odredbama i uputama biskup je ustanovio biskupski uredu (Duhovni stol) za vođenje svih poslova duhovne i administratorske naravi, o čijoj djelatnosti od tada do danas svjedoči obilna arhivska građa, sačuvana u Kaptolskom arhivu.
Jubilej ili svetu godinu papa Benedikt XIV. je proglasio 1750. Klobusiczky je za svoju biskupiju odredio vrijeme proslave od 1. svibnja do 31. listopada, kada su vjernici (i do 20.000 ljudi) dolazili u Zagreb i posjećivali četiri crkve (katedralu, crkvu sv. Marka, franjevačku i isusovačku), te uz primanje sakramenata i postom mogli dobiti oprost. Za vrijeme sabora u Požunu Marija Terezija je 30. srpnja 1751. Klobusiczkog imenovala kaločko-bačkim nadbiskupom. Godine 1754. podijeljen mu je naslov grofa. Preminuo je 5. travnja 1760. kod Pešte, a pokopan je u kaločkoj katedrali.
| Titule u Katoličkoj Crkvi    | Titule u Katoličkoj Crkvi     | Titule u Katoličkoj Crkvi |
| ---------------------------- | ----------------------------- | ------------------------- |
| prethodnik Juraj II. Branjug | zagrebački biskup 1748.–1751. | nasljednik Franjo Thauszy |